# Karen Kamensek

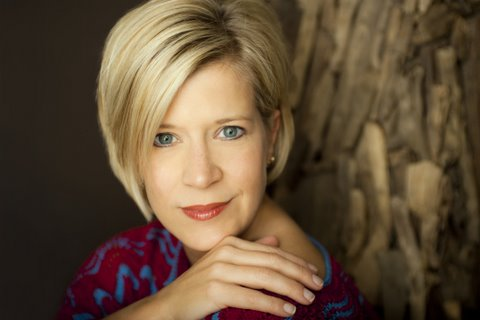
Karen Kamensek (2011)

Karen Kamensek (* 2. Januar 1970 in Chicago) ist eine US-amerikanische Dirigentin slowenischer Herkunft.

## Leben und Karriere
Karen Kamensek studierte an der Indiana University. Von 2000 bis 2002 war sie Kapellmeisterin an der Wiener Volksoper, von 2003 bis 2006 Generalmusikdirektorin am Stadttheater Freiburg und von 2007 bis 2008 Chefdirigentin am Slowenischen Nationaltheater in Maribor. Ab 2008 war sie stellvertretende Generalmusikdirektorin an der Hamburgischen Staatsoper. Ab der Spielzeit 2011/12 war sie Generalmusikdirektorin an der Staatsoper Hannover. Am 20. März 2014 wurde bekannt, dass sie ihren dortigen Vertrag nicht über die Spielzeit 2015/2016 hinaus verlängern wird. Als Grund wurde unter anderem genannt, dass sie sich mehr internationalen Projekten zuwenden möchte, was durch die zeitliche Einbindung in der Staatsoper Hannover bisher nicht in gewünschtem Umfang möglich gewesen sei. Karen Kamenseks Tourplan führt sie zur Zeit als gefragte Orchesterleiterin durch Europa, Asien und die USA.
Gastdirigate führten sie u. a. an die Oper Frankfurt, die Deutsche Oper Berlin, die Komische Oper Berlin, die Hamburgische Staatsoper, die Opera Australia in Melbourne, die Königliche Oper (Kopenhagen), zum Staatsorchester Hannover, den Philharmonikern Hamburg und zum Bruckner Orchester Linz.
Karen Kamensek dirigierte u. a. die Uraufführungen der Tanz-Oper Les Enfants Terribles von Philip Glass (Zug, 1996), die sie auch auf CD einspielte, sowie der Oper The Raven King von Mervyn Burtch (Banff, 1999). Im Herbst 2017 leitete sie die Uraufführung von Victoria Borisova-Ollas’ Oper Dracula an der Königlichen Oper Stockholm.
Im August 2017 dirigierte Karen Kamensek ihr Debütkonzert bei den Proms in der Londoner Royal Albert Hall. Dort leitete sie die erste komplette Live-Aufführung von Philip Glass’ und Ravi Shankars Stück Passages. Solistin war Shankars Tochter Anoushka Shankar. Im November 2019 debütierte sie mit Akhnaten von Philip Glass an der Metropolitan Opera New York. Für die CD-Einspielung dieser Produktion wurde Kamensek bei der Verleihung der Grammy Awards 2022 mit dem Preis für die Beste Opernaufnahme ausgezeichnet.

## Auszeichnungen
- Laurence Olivier Award 2017 in der Kategorie Best New Opera Production für Akhnaten
- Grammy Award 2022 in der Kategorie Best Opera Recording für Akhnaten